# Iglesia de San Vicente de Paul (Caldera)
La iglesia de San Vicente de Paul es una antigua iglesia de Chile ubicada en Ossa Varas 230, en Caldera.
Fue fundada en 1862. La fachada es un atrio principal con forma triangular contenido por cuatro columnas dóricas de madera.
Su estructura es de madera de pino oregón, maderos verticales de roble maulino y alerce, con revestimiento de cañas de Guayaquil y barro. Sus tonalidades son marrón y ocre.
El interior el piso hay un damero confeccionado en adoquines de piedra laja. La nave central y dos laterales están divididas por 16 columnas dóricas, 8 a cada costado. La luz natural que alumbra el interior es captada por 14 ventanas. El interior tiene las estatuas Nuestra Señora de Loreto y San Vicente de Paul.
En el costado derecho están las tumbas de los benefactores del templo: Rosa Rodríguez Vda. de Aranda, fallecida el 29 de noviembre de 1867 y F. Carlos Burger.